# Gunnar Nilsson (sculpteur)
Pour les articles homonymes, voir Gunnar Nilsson et Nilsson.
Gunnar Nilsson, né le 17 avril 1904 à Karlskrona (Suède) et mort le 28 novembre 1995 au Chesnay, est un sculpteur suédois.

## Biographie
Gunnar Nilsson fait ses études à l'École des arts décoratifs de Karlskrona, à l'Académie scandinave et à l'Académie Julian à Paris où il est l'élève de Charles Despiau et de Paul Niclausse.
Il se consacre à la sculpture à partir de 1927 et expose à Paris, Stockholm, New York, Nice, Bordeaux et Göteborg.
Il est membre de l'Académie royale suédoise des Beaux-Arts, membre de l'Institut de France (Académie des beaux-arts), membre d'honneur de l'université de Lund (Suède). Il est nommé chevalier de la Légion d'honneur, officier de l'ordre de Vasa et obtient la médaille d'or du prince Eugène.
Ses œuvres sont conservées dans plusieurs musées et lieux publics en France et en Suède.